# Seqer Jūq
Seqer Jūq (persiska: سَغَر جُخ, سَغَر جُّغ, Saqarjūq, سَقَرجوق, سقر جوق) är en ort i Iran.   Den ligger i provinsen Markazi, i den centrala delen av landet, 190 km sydväst om huvudstaden Teheran. Seqer Jūq ligger 1 948 meter över havet och antalet invånare är 260.
Terrängen runt Seqer Jūq är platt åt sydväst, men åt nordost är den kuperad.Runt Seqer Jūq är det ganska glesbefolkat, med 21 invånare per kvadratkilometer. Närmaste större samhälle är Farmahīn, 18,5 km väster om Seqer Jūq. Omgivningarna runt Seqer Jūq är i huvudsak ett öppet busklandskap.